# 옹 (성씨)
옹(邕, 雍)씨는 한국의 성씨이다. 2015년 대한민국 통계청 인구조사에서 옹(邕)씨는 837명, 옹(雍)씨는 130명으로 조사되었다.

## 邕
옹(邕)씨는 2015년 대한민국 통계청 인구조사에서 837명으로 조사되었다. 본관은 옥천(玉川) 또는 순창(淳昌) 단본이다.
순창 옹씨(淳昌 邕氏) 또는 옥천 옹씨(玉川 邕氏)는 《세종실록지리지》에 전라도 순창군의 토성(土姓)으로 기록되어 있다. 옥천(玉川)은 순창의 별칭이다. 시조 옹희태(邕羲泰)는 고려조에 병부상서(兵部尙書)를 지냈다고 한다. 중시조 옹은(邕誾)의 증손자 옹몽진(邕夢辰)이 1553년(명종 8) 별시문과에 급제하고, 1556년 중시문과에 을과로 급제하여 음성현감·충청도사·형조좌랑·예조좌랑·병조정랑 등을 거쳐 판관에 이르렀다. 옹몽진의 손자 옹경우(邕景祐)는 1624년(조선 인조 2년) 생원시에 합격하였다.
일제강점기 독립운동가로 옹태룡(邕太龍)이 있다. 현대 인물로는 무용가 옹경일, 축구 선수 옹동균, 가수 및 배우 옹성우 등이 있다.

## 雍
옹(雍)씨는 2015년 대한민국 통계청 인구조사에서 130명으로 조사되었다. 본관은 파평(坡平) 단본이다. 파평 옹씨(坡平 雍氏)는 1930년 국세조사 때 경상남도 창원군 능남면 안민리에 8가구가 처음으로 나타났다.

## 같이 보기
- 雍姓
- 翁姓